# Funkerman

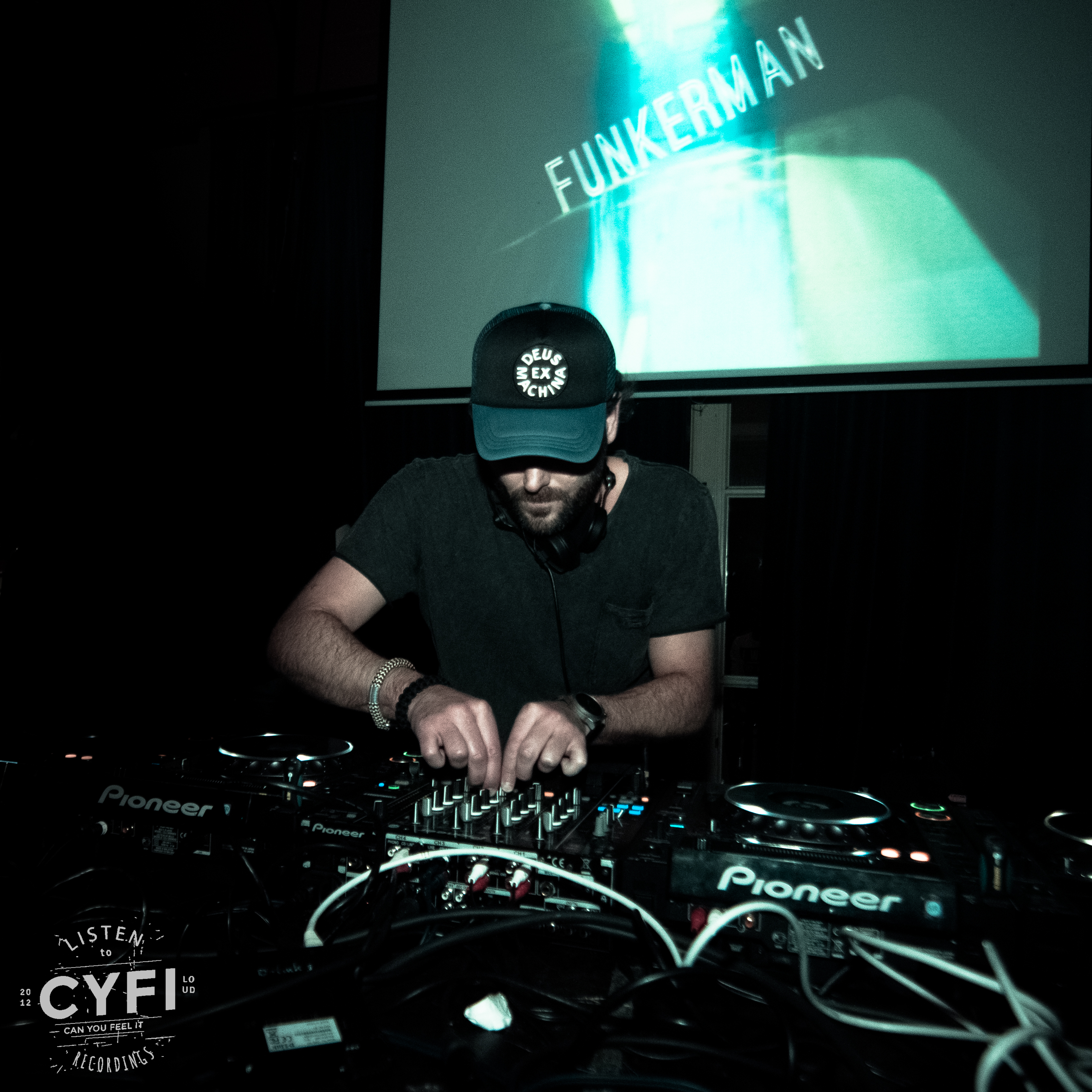
Funkerman

Funkerman (* 1975 in Breda, Niederlande), eig. Ardie van Beek ist ein niederländischer House-DJ und Produzent, der zusammen mit Fedde Le Grand und dem Produzenten Raf das Plattenlabel Flamingo Recordings betreibt.

## Karriere
Im Jahre 2005 kam er mit der Single „Rule the Night“ das erste Mal in die niederländischen Dance-Charts; sein zweiter Dance-Charts-Hit war „The One“. 2007 erreichte er mit der Single „Wheels In Motion“ die ersten Chartplatzierungen innerhalb der Nederlandse Top 40, 3FM Mega Top 50 sowie der ebenfalls niederländischen Single Top 100. Im selben Jahr schaffte er mit der Single „Speed up“ – das auch als herunterladbarer Track für das Xbox-360-Spiel Lips verfügbar ist – den internationalen Durchbruch, das vermutlich im Vertrag mit dem britischen Label Defected stand. 2008 brachte er etliche Remixe heraus; darunter auch die Single „One Very Famous“, das von den Sugababes gesungen wurde und als Hintergrundmusik eines Werbespots für die britische Schuhmarke Boots diente. Außerdem brachte er im gleichen Jahr die Single „3 Minutes To Explain“ heraus, die er in Zusammenarbeit mit Fedde Le Grand erschuf.

## Diskografie

### Alben
- 2010: House For All[3]
- 2016: Straight From The Heart
- 2017: Another Version Of Me

### Singles
- 2002: Dragonson Vs. Funkerman – Freakshow by Art
- 2002: DJ Renegade & Funkerman – Cadillacs And Baseball Bats
- 2002: Fusic – Hitz Of The Glitz E.P.
- 2003: DJ Renegade & Funkerman – Cuban Cigars & Bassguitars
- 2003: Ard & Funkerman – Delicious
- 2003: Funkerman – The Supernatural EP
- 2003: Funkertracks – We Live For This
- 2005: Funkerman & RAF – Rule The Night / Bryston Love
- 2005: Funkerman – The One
- 2006: Funkerman Ft. Jw – Fallin' In Love
- 2006: Funkerman – Speed Up; UK #85 (charted 2008)
- 2007: Funkerman & Fedde Le Grand Present „F To The F“ – Wheels In Motion
- 2007: FLG & Funkerman ft. Dorothy & Andy Sherman – 3 Minutes To Explain
- 2008: Baggi Begovic & Funkerman – Good God
- 2008: Funkerman Ft. Jw – One For Me
- 2008: Fman – Batsen
- 2009: Funkerman Ft. I-Fan – Remember
- 2009: FLG & F-man  – The Joker
- 2009: Funkerman Ft. Mitch Crown – Slide
- 2009: Funkerman Ft. Shermanology – Automatic
- 2010: Funkerman feat. Ida Corr – Unconditional Love[3]
- 2010: Funkerman Ft. Fedde Le Grand & Danny P Jazz – New Life
- 2010: Funkerman – Brooklyn Bounce EP
- 2015: Hardwell & Funkermann – Where Is Here Now (feat. I-Fan)

### Remixes
- 2003: Kruel Kutz – Blame It On The Funk
- 2003: DJ Jani – Beyond Reach (Fusic RMX)
- 2005: Red Drop – Music 4 Me
- 2006: Conrado Martinez & Frank Rempe – Capicu
- 2006: Camille Jones – The Creeps
- 2007: Jesse Garcia – Off The Hook
- 2007: Ricky L Feat.M:ck – Born Again
- 2007: Ida Corr – Let Me Think About It
- 2007: Yoav – Club Thing
- 2007: Eddie Thoneick Pres. Female Deejays – If Only
- 2007: Ron Carroll – The Nike Song
- 2008: Todd Terry All Stars – Get Down
- 2008: Onionz ft. S.N.O.W. – Nothin but love
- 2008: Kaskade – Angel on my Shoulder
- 2008: Jaimy & Kenny D. – Keep On Touchin' Me
- 2008: Sugababes – Girls
- 2009: Re-United – Sun is Shining
- 2009: Chocolate Puma Ft. Shermanology – Only Love Can Save Me
- 2009: Ida Corr – I Want You
- 2009: Fedde Le Grand Ft. Mitch Crown – Let Me Be Real
- 2009: Red Hot Chili Peppers – Otherside
- 2009: Rune RK & Clara Sofie – Cry Out
- 2009: Dj Sammy & The Majorkings – 4Love
- 2009: Shermanology – The Weather
- 2010: Guru Josh Project – Crying In The Rain
- 2010: Technotronic – Pump Up The Jam
- 2010: Robbie Rivera – We Live For The Music
- 2010: Sharam Jey feat. Tommie Sunshine – The Things
- 2014: Bob Marley vs. Funkstar De Luxe – Sun Is Shining (Funkstar De Luxe Remix)

### Bootlegs
- 2004: Pirates For Life – Say A Prayer / Get Into The Groove